# Авария Boeing 747 в Париже
Авария Boeing 747 в Париже — авиационная авария, произошедшая 5 ноября 2000 года. Авиалайнер Boeing 747-2H7B авиакомпании Cameroon Airlines выполнял плановый межконтинентальный рейс QC070 по маршруту Дуала—Париж, но во время посадки в пункте назначения не выпустились интерцепторы, и в итоге самолёт после посадки съехал со взлётной полосы и врезался в водосточную канаву. Все находившиеся на его борту 203 человека (187 пассажиров и 16 членов экипажа) выжили.

## Самолёт
Boeing 747-2H7B (регистрационный номер TJ-CAB, заводской 22378, серийный 508) был выпущен в 1981 году (первый полёт совершил 6 февраля). 26 февраля того же года был передан авиакомпании Cameroon Airlines, в которой получил имя Mont Cameroun. Оснащён четырьмя турбовентиляторными двигателями Pratt & Whitney JT9-D7Q. На день аварии совершил 12 872 цикла «взлёт-посадка» и налетал 48 770 часов.

## Экипаж
Самолётом управлял опытный экипаж, его состав был таким:
- Командир воздушного судна (КВС) — 58 лет, очень опытный пилот, управлял самолётами Douglas DC-3, Boeing 707, Boeing 727, Boeing 737 и Boeing 747. Налетал 20 250 часов, свыше 12 000 из них на Boeing 747.
- Второй пилот — 52 года, очень опытный пилот, управлял самолётами Boeing 707, Boeing 737 и Boeing 747. Налетал 14 188 часов, 9767 из них на Boeing 747.
- Бортинженер — 42 года, налетал 2427 часов, все на Boeing 747.

В салоне самолёта работали 16 бортпроводников.

## Хронология событий
Рейс QC070 вылетел из Дуалы в 14:25 WAT, примерно на 5 часов позже запланированного. Полёт до Парижа прошёл без происшествий, лайнер летел на крейсерском эшелоне FL350 (10 650 метров). Перед посадкой командир пригласил в кабину двух пассажирок, которые сидели на откидных креслах.
Около 20:50 экипаж связался с УВД Парижа и начал готовиться к заходу на посадку на ВПП №09L по ILS. Во время финального этапа захода на посадку самолёт двигался со скоростью 300 км/ч, в то время как боковой ветер дул со скоростью 37 км/ч. Закрылки были установлены на 30°, также были выпущены шасси.
В 20:57 CEST рейс QC070 приземлился на ВПП №09L на скорости 280 км/ч. КВС активировал реверс и лайнер начал замедляться, но интерцепторы, которые обычно выпускаются автоматически, не выпустились, а автоматическая система торможения была отключена экипажем. Проехав 1700 метров по взлётной полосе, самолёт развернуло вправо между рулёжными дорожками Z6 и Z7 и он врезался в водосточную канаву; от удара у лайнера оторвалась носовая стойка шасси и была сильно разрушена нижняя часть фюзеляжа самолёта, а в пассажирском салоне погасло освещение (затем вскоре зажглось аварийное освещение). Началась эвакуация пассажиров.
Из находившихся на борту самолёта 16 членов экипажа и 187 пассажиров никто не погиб и не пострадал; при этом в момент аварии 3 бортпроводника получили лёгкие ранения, но в официальном отчёте расследования они не были учтены.

## Расследование
Расследование причин аварии рейса QC070 проводило Бюро по расследованию и анализу безопасности гражданской авиации (BEA).
Во время расследования было обнаружено следующее:
- Экипаж имел все необходимые разрешения для этого полёта.
- Самолёт имел сертификат о том, что он прошёл все необходимые проверки.
- Самолёт вылетел из Дуалы с большой задержкой.
- Во время посадки в кабине пилотов находились 2 пассажирки.
- Погодные условия были сложными — стояла ночь, взлётная полоса была мокрой, также дул сильный боковой ветер.
- Система автоматического торможения была отключена после посадки.
- Бортинженер выпустил интерцепторы вручную.
- Реверс двигателя №1 (левый внешний) не был активирован, поскольку он создавал высокую тягу, что в итоге привело к съезду самолёта со взлётной полосы.
- Вопреки инструкциям, экипаж не отключил речевой самописец после посадки, из-за чего данные о разговорах пилотов были утеряны (запись речевого самописца длится 30 минут).
- Во время посадки не было обнаружено технических неисправностей самолёта.

Окончательный отчёт расследования был опубликован 3 марта 2003 года. Причиной аварии в нём было указано:
- Неполное отключение двигателя №1 после посадки, что привело к отключению системы автоматического торможения и асимметрии тяги.
- Несоблюдение пилотами CRM (Crew resource management), что было проявлено отсутствием слаженной и согласованной работы в кабине экипажа.

## Последствия аварии

### Самолёт
Во время аварии самолёт лишился носовой стойки шасси и получил сильные разрушения носовой части. Из-за размера и веса самолёта его убирали с места аварии до 06:00 10 ноября. Работы велись в основном ночью с 22:00 до 06:00, когда можно было закрыть взлётную полосу № 09L/27R. В итоге самолёт был списан и в апреле 2003 года разделан на металлолом.

### Взлётная полоса
Самолёт врезался в водосточную канаву, которая сломалась под весом лайнера. Также была повреждена часть освещения ВПП.